# 伊瓦諾維奇 (切爾沃諾阿爾米西克區)
50°27′47″N 28°21′36″E / 50.46306°N 28.36000°E
伊瓦諾維奇（烏克蘭語：Івановичі）是位於烏克蘭北部日托米爾州裏日托米爾區的村莊，處於伊爾沙河畔，始建於1618年，面積4.03平方公里，2001年人口1,219，人口密度每平方公里302.48人。